# Yuki Kawauchi
Yuki Kawauchi (川内優輝 Kawauchi Yūki, sinh ngày 5 tháng 3 năm 1987) là một vận động viên marathon Nhật Bản. Anh đã trở nên nổi tiếng sau khi chạy 2011 Tokyo Marathon trong thời gian 2:08:37, kỷ lục cao nhất của người Nhật và xếp thứ ba tổng thể. Anh được biết đến như là "người chạy bộ công dân" vì anh ta làm việc toàn thời gian cho chính phủ của tỉnh Saitama và đào tạo trong thời gian nghỉ với chi phí của mình mà không cần bất kỳ sự tài trợ nào.
Kawauchi là một người chạy thi thường xuyên, tham gia nhiều cuộc đua mỗi năm (trung bình một cuộc đua marathon mỗi tháng) trong khoảng cách từ 1500 m đến 50 km ultramarathon. Trong số những màn trình diễn tốt hơn của anh ấy là những chiến thắng tại Boston Marathon, Hokkaido Marathon và Beppu-Ōita Marathon và ba lần kết thúc hàng đầu tại Tokyo Marathon và Fukuoka Marathon (hai marathon quan trọng nhất ở Nhật Bản). Thành tích cá nhân tốt nhất của anh với cự ly này là 2:08:14 (Seoul 2013).
Mặc dù là một nghiệp dư, anh ấy đã đại diện cho Nhật Bản quốc tế tại Giải vô địch thế giới về điền kinh và Giải vô địch marathon nửa thế giới IAAF. Anh có hai em trai, Yoshiki và Koki Kawauchi, cũng là vận động viên marathon.

## Sự nghiệp

### Thời trẻ
Sinh ra ở Setagaya, Tokyo, Kawauchi bắt đầu chạy từ khi còn nhỏ: đầu tiên anh tập luyện với mẹ và sau đó với các đội track ở trường trung học. Trong khi anh ở đó, sự kết hợp của một chấn thương và cái chết sớm của cha anh đã hạn chế việc anh chạy. Tuy nhiên, anh tiếp tục thưởng thức môn thể thao này ở cấp độ thấp hơn khi học tại Đại học Gakushuin. Sau khi tốt nghiệp, anh không nhận được nhiều sự quan tâm từ các đội điều hành của tập đoàn, con đường tiêu biểu đến chạy chuyên nghiệp tại Nhật Bản. Anh quyết định tiếp tục chạy vì niềm vui, tham gia các cuộc đua và tự trả chi phí.